# سیارک ۱۳۷۷۲
سیارک ۱۳۷۷۲ (به انگلیسی: 13772 Livius، نامگذاری:1998SV163) سیزده هزار و هفتصد و هفتاد و دومین سیارک کشف شده‌است که در ۱۸ سپتامبر ۱۹۹۸ کشف شد.
قدر مطلق سیارک برابر ۴۰.۷ است.